# ハ・ジュンイム
- ハ・ジュニム

ハ・ジュンイム（漢字表記:河俊任、ハングル表記:하준임、ラテン翻記:Ha Joon-Eem、女性、1989年12月26日 - ）は大韓民国の元プロバレーボール選手。表記揺れでハ・ジュニムと表記されることがある。

## 来歴
実父がバレーボール選手であり、ジュンイムも中学1年からバレーボールを始めた 。サウスポーで元々オポジットであったが、プロ入りしてからミドルブロッカーにコンバートされた。2007/08ドラフト会議で1巡3番目に韓国道路公社ハイパスジェニスに指名され入団した。
2012年に代表入りし、ロンドンオリンピックに出場した。
瞳がタレントのイ・ナヨンに似ていることから、ファンの間ではナヨンと呼ばれることがある。またパンダのニックネームも持っている。

## 球歴
- 三大大会
  - オリンピック - 2012年（4位）
- その他大会
  - ワールドグランプリ - 2014年
  - 世界ユース選手権 - 2005年

## 所属チーム
- 大邱第一中学校
- 大邱女子高等学校（韓国語版）
- 韓国道路公社ハイパスジェニス （2008-2016年）
- 大邱広域市役所（2016年）
- 韓国道路公社ハイパス（2021-2022年）

## 受賞歴
- 2008-09Vリーグ 技能賞